# Chile colonial

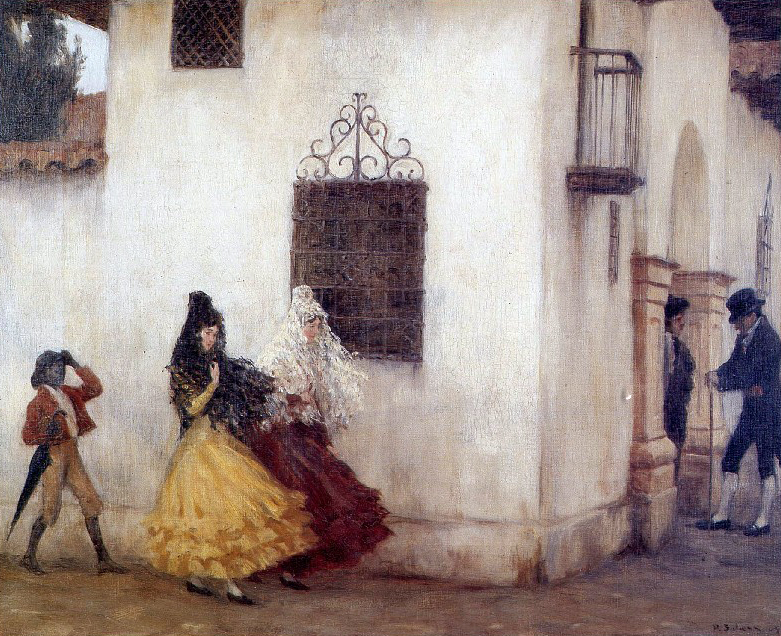
Mujeres de la Colonia (1900), óleo de Pedro Subercaseaux que muestra la vida en Chile durante el periodo hispánico

La Colonia (también referido en menor medida como período indiano  o período hispánico) es el período de la historia de Chile que abarca el desarrollo de la capitanía general de Chile entre la batalla de Curalaba (1598), que marcó el fin del período de la Conquista de Chile, y la instalación de la Junta Gubernativa de 1810, que dio paso al proceso de independencia o emancipación de Chile.
Durante esta etapa, el territorio fue administrado como una capitanía general dependiente del Imperio español, inicialmente bajo la jurisdicción del Virreinato del Perú. El gobierno estaba a cargo de un gobernador y capitán general, con atribuciones civiles, militares y judiciales, que respondía ante el virrey en Lima y presidía la Real Audiencia de Santiago A partir de 1798, la capitanía general adquirió autonomía fiscal al quedar directamente subordinada al Ministerio de Hacienda en España, lo que implicó la separación administrativa de la Real Hacienda chilena respecto del virreinato, aunque sin alterar la dependencia política general del virrey.
La sociedad se estructuró de manera jerárquica —españoles peninsulares, criollos, mestizos, indígenas y esclavos— sustentada en instituciones como la encomienda y luego la hacienda.
Aunque la economía colonial chilena se diversificó con la minería y la agricultura, la presencia efectiva de la Corona se concentró mayormente en el Valle Central, mientras que al sur mantuvo su dominio limitado debido a la resistencia mapuche y el prolongado conflicto en la frontera de la Araucanía. 

## Administración Real

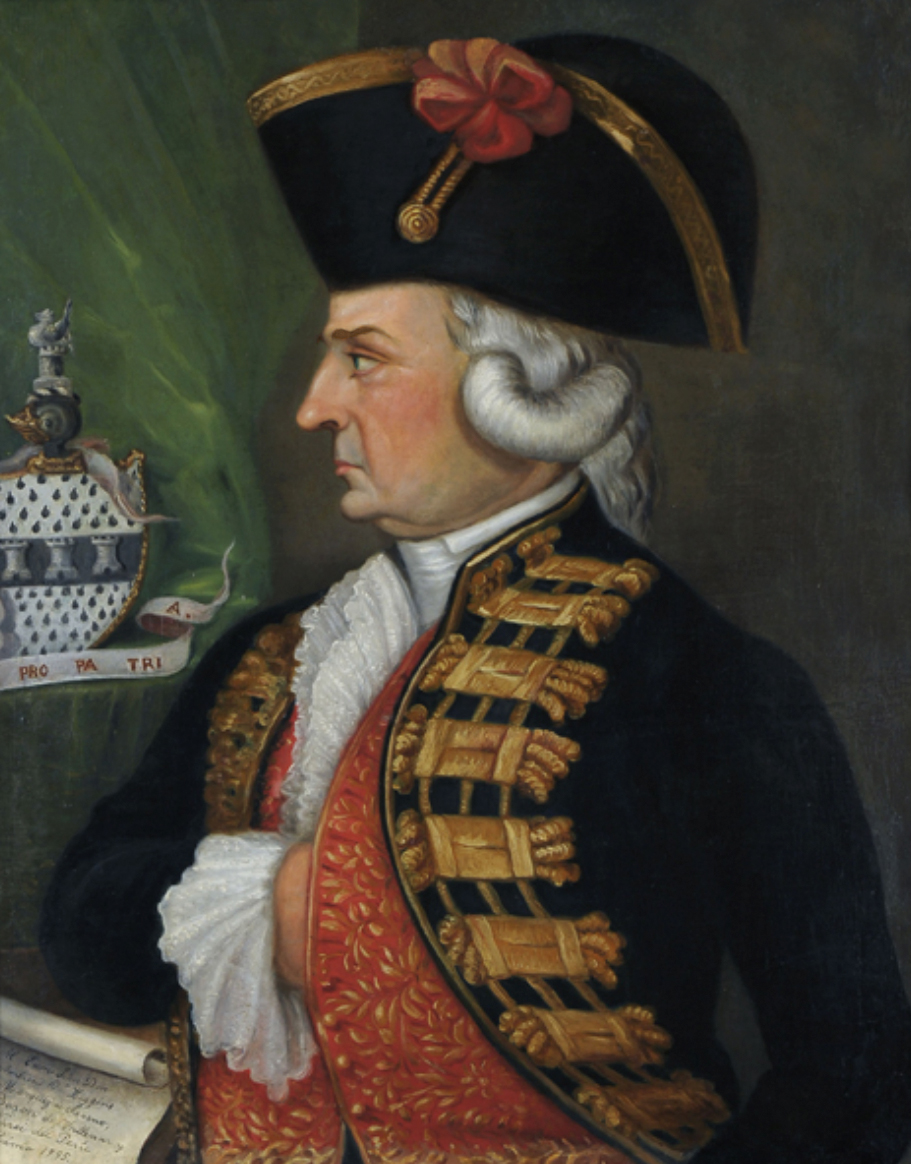
Ambrosio O'Higgins, gobernador de Chile.

Desde la península ibérica, el máximo soberano de las provincias y reinos en Hispanoamérica era el rey de España, la cabeza de una monarquía católica con sistema de fueros, bajo su mando había dos formas administrativas: el Consejo de Indias y la Casa de Contratación. El Consejo de Indias era un organismo ubicado en Sevilla, creado en 1524. Su función era asesorar al rey en el nombramiento de funcionarios destinados a América y en la creación de leyes; vigilar la aplicación del derecho a patronato (derechos de la Iglesia Católica para el nombramiento de autoridades eclesiásticas, definir lugares para construir templos, monasterios, etc. y realizar juicios de residencia (evaluación al terminar su mandato). La Casa de Contratación fue creada el año 1503 en Sevilla y se encargaba de supervisar el monopolio comercial que la corona tenía sobre Chile y sus otras provincias ultramarinas, además de vigilar la llegada de personas a América y Chile.
En América el máximo representante del rey era el virrey, quien tenía atribuciones judiciales y administrativas. Bajo su mandato, en su caso, estaban los gobernadores y capitanes generales. La Capitanía General de Chile estaba dirigida por el gobernador y capitán general, quien se mantuvo durante gran parte del periodo bajo supervigilancia del virrey del Perú, tenía funciones gubernativas, militares y económicas. Su deber era velar por la seguridad del territorio y ejercer el vicepatronado (ejercía el real patronato en situaciones más cotidianas). 
También se encargaba de presidir la Real Audiencia, máximo tribunal de justicia en territorio chileno, integrado por cuatro jueces u oidores, que actuaba como órgano asesor del gobernador, y que asimismo ejerció su cargo en caso de vacancia. Además, por la división del territorio en provincias, había un número plural de corregidores, que tenían similares atribuciones que el gobernador pero en un territorio más reducido, actuando como teniente de gobernador y capitán de guerra. Y, por último, estaba el cabildo, organismo que representaba y defendía los intereses de los vecinos.

### Cambios políticos delsigloXVIII

Límites de Chile con la creación de virreinato de la Plata en 1776 (abarcando territorio controlado y no controlado), heredados por la República de Chile por el principio de uti possidetis según la historiografía chilena.

En el siglo XVIII, la titularidad de la corona de España cambió de casa dinástica, viéndose los Austrias reinantes reemplazados por los Borbones. Estos últimos hicieron muchos cambios para intentar mejorar el sistema político de Hispanoamérica, basados muchos de ellos en el despotismo ilustrado, los cuales se pueden clasificar en:
- Económicos: El buen funcionamiento del monopolio comercial necesitaba terminar con el contrabando, por lo que se abren más puertos, como el de Valparaíso y Talcahuano, aumentando la variedad de productos y permitiendo el comercio entre provincias hispanoamericanas, antes restringido.

- Administrativos: Para hacer más eficiente el gobierno, se decide la creación de zonas administrativas más pequeñas. Surgen así las intendencias, la división de las capitanías generales, entre ellas la Concepción y la Santiago y el gobierno de Chiloé pasa a ser una dependencia del virreinato del Perú, mientras que el corregimiento de Cuyo se transfiere al virreinato del Río de la Plata. Además, con el mismo fin se fundan ciudades como Los Andes y San Felipe.

### Importantes Gobernadores
En el siglo XVIII Chile tuvo importantes gobernadores, muchos de los cuales llegaron a ser virreyes de Perú. Por ejemplo, el irlandés Ambrosio O'Higgins, padre de Bernardo O'Higgins Riquelme, Libertador de Chile y considerado "Padre de la Patria".

## Estructura social, grupos étnicos y mestizaje

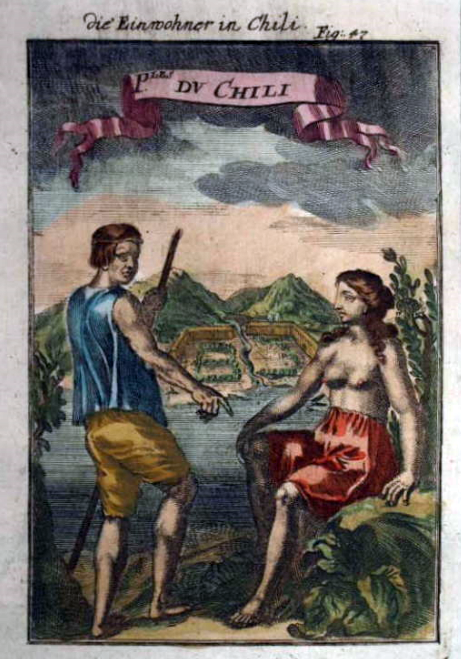
Chilenos durante el período hispánico (1685).

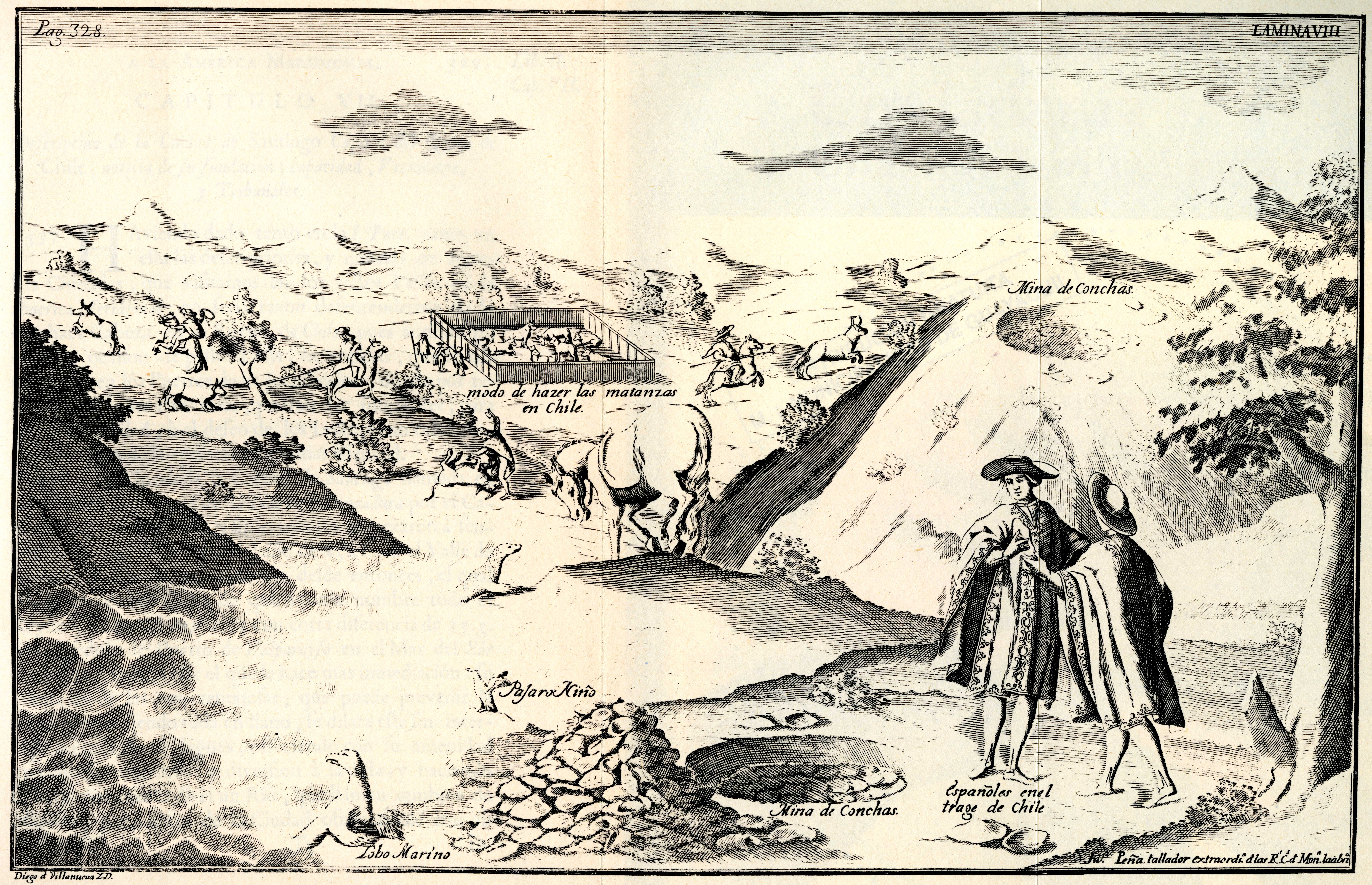
Paisaje de la campiña chilena en un grabado de 1744 publicado en la obra Relación histórica del viaje a la América meridional Tomo II de Jorge Juan y Antonio de Ulloa.

En la cúspide de la pirámide social estaban los peninsulares, grupo minoritario de la sociedad hispanoamericana, pero dominante en la aristocracia. Ellos ocupaban importantes cargos públicos y militares.
En segundo lugar estaban los criollos quienes eran los descendientes en estado puro o casi puro (y generalmente legítimos) de los peninsulares. Gran parte de ellos pertenecía a la aristocracia. Estos eran los dueños de las tierras y dominaban la mayoría de las actividades productivas. Algunos integrantes de este grupo tenían un fuerte poder socioeconómico, pero no político, lograban ocupar cargos públicos, pero de mediana o poca importancia. 
Al terminar el período hispánico, la mayor parte de este grupo era de origen septentrional (castellano y vasco mayoritariamente). Debajo de esta aristocracia (de origen peninsular septentrional) se encontraba una incipiente "clase media-alta" y media de origen peninsular meridional (andaluz y extremeño mayoritariamente).

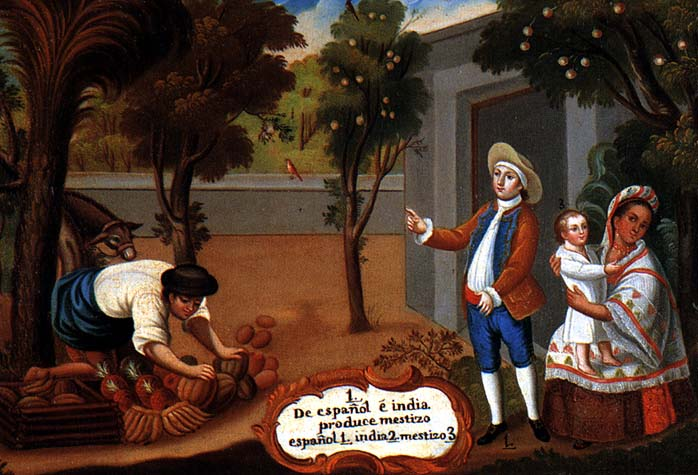
Mestizo alude a alguien con un ascendiente español y otro indígena

En tercer lugar tenemos a los mestizos quienes eran el grueso de la población hispana. Estos eran los nacidos de relaciones peninsular-indígena o criollo-indígena, aunque al avanzar el período hispánico, y con la extinción de los indígenas en las áreas bajo dominio hispano, sigue su curso el proceso de mestizaje, esta vez entre blancos y mestizos. 
Los mestizos trabajaban en diversas labores, como artesanos, militares de bajo rango, pequeños comerciantes, etc., aunque principalmente en la agricultura (como mano de obra, a través del "inquilinaje", institución que a su vez reemplazó a las "encomiendas" gracias a las Nuevas Leyes de Indias que buscaron ratificar el deseo de la corona de que no haya esclavitud en sus territorios). A pesar de ser libres, eran socialmente discriminados, por lo que no participaban en actividades políticas ni administrativas hasta tardíamente en el período.
En cuarto lugar en la pirámide social estaban los indígenas, denominados "indios" o "naturales", eran considerados menores de edad, por lo que existía una legislación que, a diferencia del grupo anterior, los protegía. Pero a pesar de eso no fueron muy respetados ni tuvieron derecho a participación política. Al llegar el siglo XVIII se produjo su extinción en ciertas áreas bajo dominio hispano. Tras la destrucción de las siete ciudades (1598-1604), entre 1608 y 1683 se instauró la esclavitud de los mapuches  que fueran capturados en batalla.
Por último, en la base de la pirámide social y en quinto lugar se encontraban los esclavos negros los cuales tenían una presencia muy reducida en número. Ellos se encargaban de los trabajos domésticos.
En las Leyes de Burgos de 1512 de la Monarquía Católica se explicita a los indígenas como la naturaleza jurídica de hombre libre con todos los derechos de propiedad, que no podían ser explotados pero como súbdito debían trabajar a favor de la corona, a través de los españoles allí asentados mediante la encomienda.
El matrimonio en Chile durante esta época se podía producir entre personas de distintas castas produciendoce el mestizaje, sin embargo, socialmente para ciertos sectores el matrimonio interracial era mal visto en las clases sociales más altas, siendo prohibido en 1776 bajo la dinastía borbónica,[cita requerida] con la Pragmática Sanción dictada ese año por Carlos III de España. Asimismo, el matrimonio católico era el único que tenía validez legal, al no existir el matrimonio civil durante todo este periodo. También en esta época comenzó la diferenciación entre hijos nacidos dentro y fuera del matrimonio, siendo estos últimos considerados como «ilegítimos» o «naturales».

## Economía

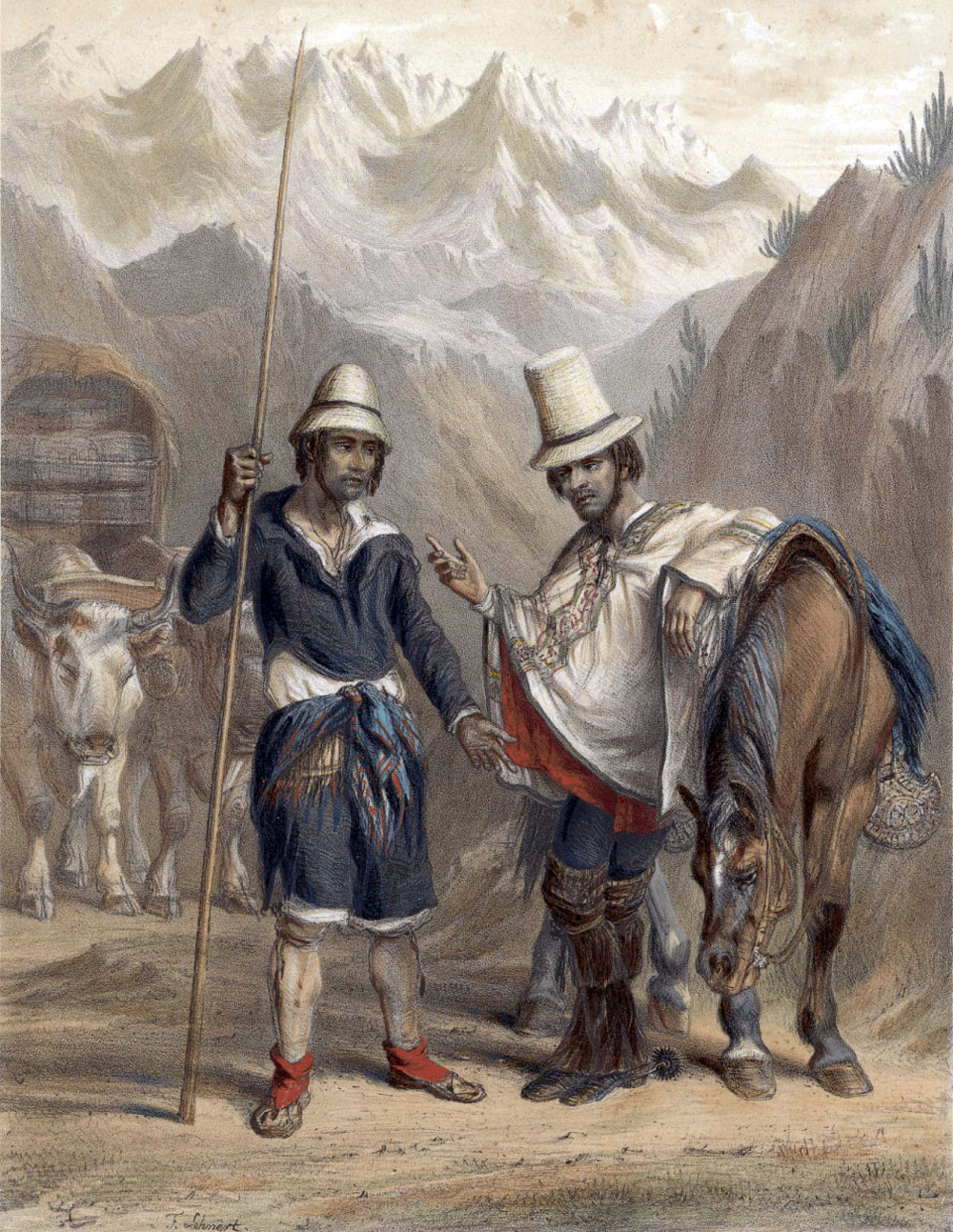
Peón y Capataz, de Atlas de la historia física y política de Chile (1854).

En los inicios del período hispánico, en el siglo XVI la economía se basaba en la encomienda, práctica arraigada en la España peninsular. Este sistema consistía en que a un encomendero se le asignaban un grupo de indígenas que trabajaban para él y defendían el territorio de la Corona. A cambio, el encomendero les daba protección, evangelización, vestuario y alimento. En 1542, el rey Carlos I convocó a los más importantes teólogos de la época para la celebración de la Junta de Valladolid. Bartolomé de las Casas, Juan Ginés de Sepúlveda y Francisco Vitoria tuvieron un importante rol en las discusiones que se desataron y finalmente concluyeron en la promulgación el día 20 de noviembre de 1542 de las Nuevas Leyes de Indias, en las que se prohibía la encomienda de los indios por considerar que en ella se cometían abusos y se ordenaba que todos quedaran libres de los encomenderos y pasaran a la directa protección de la Corona.
Surgirá entonces el sistema hacendístico que en el siglo XVIII se instituirá como la base de la economía rural. Estos grandes terrenos, en que se realizaban actividades agropecuarias, tenían talleres para la fabricación de los elementos que necesitaban, por lo que la hacienda era capaz de autoabastecerse. El hacendado, generalmente criollo, estaba a cargo de su hacienda. Él se encargaba de contratar inquilinos y peones como mano de obra. Los primeros trabajaban en faenas productivas y protegían los límites del territorio, a cambio, recibían una tierra para vivir, cultivar y criar ganado. Los segundos, solían vagabundear por los campos, buscando trabajo en las haciendas durante los tiempos de pasto.
En el siglo XVI el mercantilismo, sistema económico extractivista por el que optó la Monarquía, fomentó la minería, específicamente, la obtención de metales como método de enriquecimiento. Se encontraron numerosos lavaderos de oro para fabricar monedas, vajillas, joyas, cañones, campanas y utensilios domésticos. Además de oro, se explotaban minerales de plata, cobre y plomo y en la agricultura se inició la sembrada de trigo y cebada.

## Educación

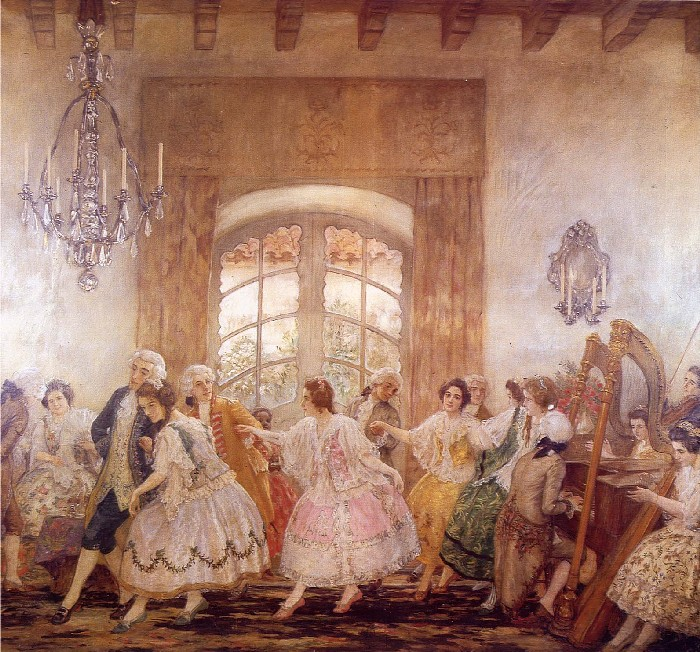
Baile del Santiago antiguo de Pedro Subercaseaux.

Durante la época hispánica, la educación fue una tarea a cargo prioritariamente de las congregaciones religiosas y, en menor medida, de los cabildos. En ellos se enseñaba a leer y a escribir, además de algunos rudimentos de aritmética y catecismo, pero la alta educación estaba en gran medida reservada a las clases aristocráticas del país como lo eran peninsulares y criollos, que era como se conocía a los descendientes de españoles en América. Existen, por otro lado, registros de escuelas creadas para formar mano de obra, y otras para las mujeres con el objetivo de enseñarles prácticas de costuras, siendo la totalidad de estas dirigidas por órdenes religiosas como los jesuitas y dominicos entre otros. 
Los sacerdotes eran las personas más cultas de la época; por eso, la enseñanza tuvo una sólida base religiosa. Impartían ellos la educación destinada a los niños de las familias adineradas. También en este periodo las órdenes de los mercedarios y franciscanos formaron escuelas en Concepción, Osorno, La Imperial y Valdivia.
Casi todas de las grandes ciudades llegaban a tener colegios en los que se impartía la educación secundaria con el auspicio eclesiástico, cuyos ingresos provenían de donaciones. Su objetivo era formar gente letrada en el área sacerdotal (seminarios). Para la corona, toda comuna debía sostener una o más escuelas primarias, pero las rentas municipales resultaban por lo común escasas, y en las postrimerías del régimen monárquico el número de escuelas públicas normalmente también lo era.
En Chile los ingresos para una educación estatal no existían. Los habitantes recibían instrucción primaria en conventos o escuelas mantenidas por el clero secular o por patrones privados. Bajo la Monarquía española la educación estaba a cargo de la Iglesia. Obviamente solo para las necesidades del momento, España poco desarrollo mantuvo en su propia región, por ende la preocupación de los gobiernos hispanoamericanos sobre la educación no existió; más que nada la educación se limitaba a formar a dominicos como jesuitas entre otros, para el desarrollo de la fe.
Cada orden religiosa mantuvo estudios para la formación de los sacerdotes. La corona exigió que en todo pueblo indígena se mantuviera una escuela para enseñar el castellano y primeras letras. Debido a la necesidad de convertir a los indígenas a la fe católica, se abrió en Penco un curso de lengua araucana, pero no duró por la escasez de alumnos. También se mandó a hacer una escuela donde los mapuches aprendiesen castellano, el Colegio de Naturales de Chillán (1697), pero no siempre se cumplió esta medida.
En los pueblos más alejados solo los jefes o “principales” entendían el castellano y sabían leer y escribir. Los niños indígenas eran reunidos en los atrios y patios de las iglesias, monasterios principalmente para la instrucción religiosa, formaban centenares de alumnos y la principal enseñanza se enfocaba en que aprendieran a leer y escribir. 
Al comienzo del período hispánico, la creación de escuelas destinadas a los indígenas superó a la de criollos o aristócratas, ya que era la manera más fácil de formar mano de obra semiespecializada y enfocada al trabajo. También las escuelas fueron enfocadas a las futuras madres de familia. En estas instituciones probablemente no se les enseñaba a leer y escribir, sino más bien se enfocaban a la vida cristiana, como el catecismo, y las artes domésticas, como la costura y el bordado. Las niñas permanecían en estas escuelas desde los cinco o seis años hasta la pubertad. Normalmente cuando esas niñas entraban en la pubertad, se las casaba con los pupilos de los misioneros. Con ello, según se creía, la cristianización de la sociedad indígena sería más fácil. Este hecho produjo un incremento de la población mestiza que fue en cierta modo estigmatizada, tanto del lado español como indígena, a medida que la sociedad iba prestando mayor atención a cuestiones relacionadas con la legitimidad. En ciertas épocas y regiones, muchos de estos niños crecieron sin educación y acabaron transformándose en la lacra de la sociedad (vagos, prostitutas, criminales). Debido a esto, la creación de escuelas dedicadas a la salvación de estas personas también incrementó en Chile.

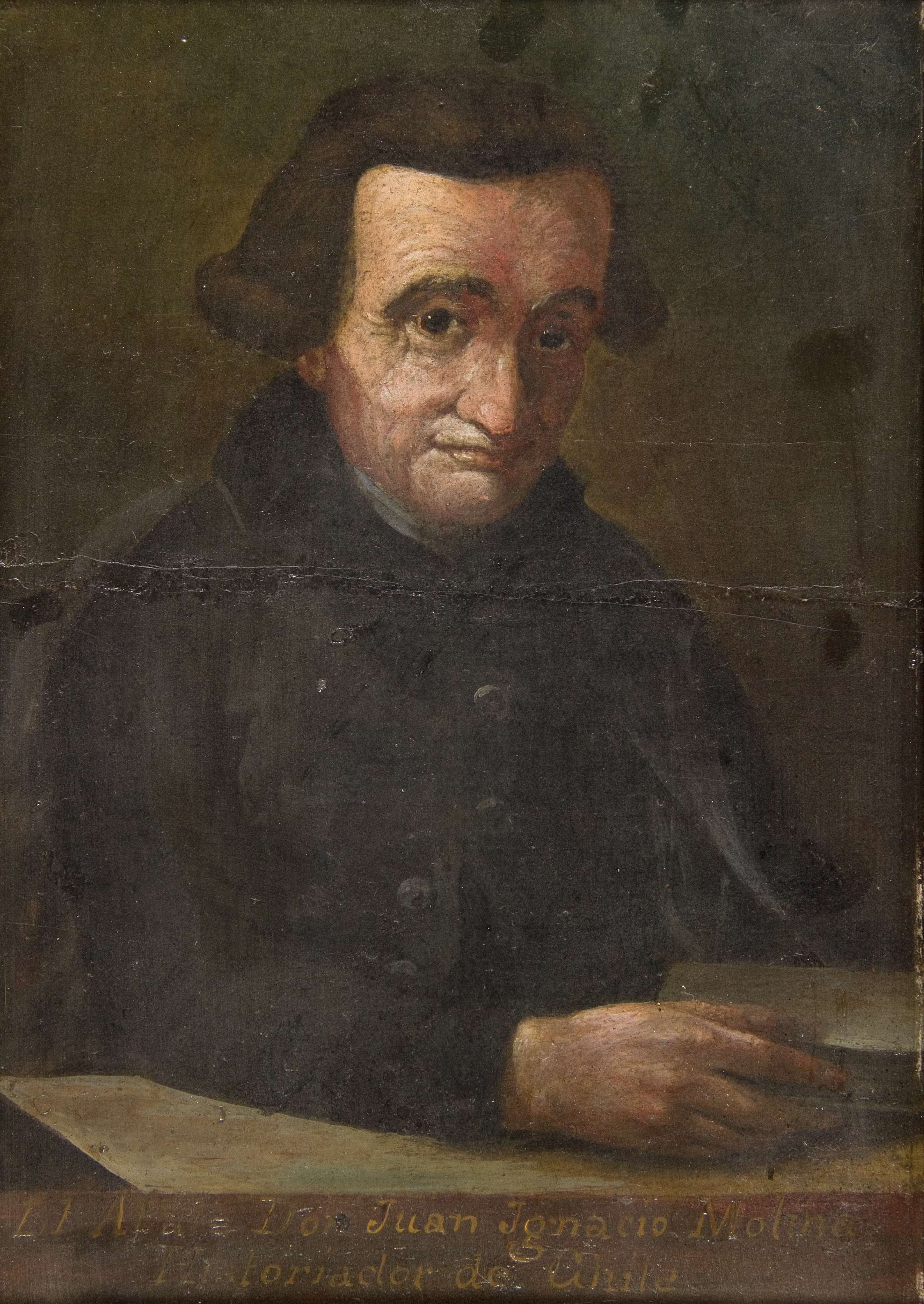
Juan Ignacio Molina, sabio y naturalista chileno.

En las provincias hispanoamericanas la necesidad de los aristócratas por una educación avanzada para sus hijos, obligó a la corona a producir las dos primeras universidades mayores de América, ambas “reales” y “pontificias”, fueron las de México y Perú creadas por decretos imperiales en 1551. Además se evitaba el peligroso viaje de los hijos aristócratas a España para obtener educación. Así los mayores centros de educación que fueron formados por jesuitas “gozaron de la facultad de conferir el grado de Doctor en teología, que daba en la previsión de cargos eclesiásticos” (Campos Harriet, p 44), junto con otras ramas del saber. 
Los Jesuitas fundaron un internado para jóvenes aristócratas: el Convictorio de San Francisco Javier. Allí hizo sus primeros estudios Alonso de Ovalle y también el abate don Juan Ignacio Molina. En un afán secularizador, se decretó la expulsión de esta poderosa orden religiosa de la Monarquía en 1767, haciendo que el internado, ahora mantenido por el Estado, se transformara en el Convictorio Carolino, institución de la cual saldrían, años más tarde, importantes personalidades en la historia del Chile independiente como, por ejemplo, Diego Portales. Hay constancia de que en el siglo XVII funcionaron en Chile tres centros de enseñanza superior con categoría de universidades pontificias, que tenían un carácter eminentemente eclesiástico: el Colegio Máximo San Miguel de los jesuitas y la Universidad de Santo Tomás de Aquino de los dominicos, ambas en Santiago; mientras que en Concepción funcionó durante 43 años la Universidad Pencopolitana dirigida por los jesuitas. Ofrecían grados de filosofía y teología como preparación para el sacerdocio.
En 1738 se obtuvo la autorización de Felipe V para la fundación de la Universidad de San Felipe que podía otorgar los grados de bachiller y doctor, gracias a las gestiones del cabildo de Santiago. Con esto se dio un realce a la educación y clase social chilena.
Hacia fines del período hispánico se fundó la Academia de San Luis, donde se enseñaba matemática, geometría, química, dibujo, etc. Tuvo el mérito de ser el primer Instituto de Enseñanza Técnica de América.